# Bélatelep
Bélatelep (/ˈbeːlɒtɛlɛp/) est un quartier situé dans le 18e arrondissement de Budapest. 